# Responsa
I Responsa (latino: plurale di responsum, "risposte")  comprendono un corpus di decisioni scritte e direttive date da studiosi giuristi in risposta a domande poste loro.

## Nell'antica Roma
Il responsum è una formula con valore legale emessa nell'antica Roma dal Pontefice. Durante il periodo dalle origini alla monarchia e nella prima repubblica esso è legato alla sfera del sacro e ha un carattere di tipo magico-religioso. Il cittadino che non sa come comportarsi di fronte a una vertenza legale si rivolge al pontefice che, valutando i casi precedenti, risponde così alla domanda del richiedente. Sia la domanda sia la risposta sono formulate utilizzando uno schema rituale fisso che nasce fin dall'origine della città: ciò che conta è proprio il rispetto di tale ritualità che fa sì che l'oggetto della vertenza e la sua drammatizzazione e verbalizzazione diventino una tipicizzazione simbolica possibilmente applicabile e consultabile successivamente. In questo periodo il ruolo religioso del pontefice e, soprattutto, la sua conoscenza della tradizione precedente, fanno sì che egli assuma in Roma un ruolo preponderante e quasi esclusivo nella gestione dei rapporti orizzontali tra cittadini. Il responsum è orale e tramandato oralmente all'interno della classe gentilizia romana che è poi l'unica che può ricoprire incarichi religiosi: tale conoscenza del mos e dello ius precedente, essendo, quindi, appannaggio della sola classe gentilizia, è pressoché segreta e avvolge la figura del pontefice di un'aura mistica e quasi magica. Il responsum, comunque, non contiene principi generali a cui attenersi, ma specifiche risposte a ben precise esigenze pratiche avanzate sul momento. Il legame con la sfera religiosa è dovuto anche al comune obiettivo che rituale religioso ed emanazione del responsum hanno: ottenere la pax deorum e la coesione tra cittadini, quindi un'armonia sociale non turbata da violenze e contese che spesso in questo periodo imperversano nell'intero Lazio. Il responso, quindi, deve essere coerente con la tradizione religiosa al fine di non irritare la divinità rendendo, così, la solvenza della vertenza tra cittadini pienamente legale.
Successivamente alla lotta patrizio/plebea e all'emanazione delle leggi delle XII tavole il pontefice vede decisamente diminuito il proprio ruolo legislativo: egli, infatti, deve attenersi non solo alla tradizione orale del mos di suo esclusivo appannaggio, ma anche alle leges scritte che contengono, a differenza del responsum, principi generali applicabili i più casi. Nonostante ciò, comunque, il responsum rimane lo strumento legislativo preponderante rispetto alle leges, pur perdendo sempre più la propria connotazione religiosa.
Dal III secolo a.C. l'emanazione di responsa non appartiene più solo al pontefice, ma anche al giurista, esperto laico di leggi appartenente alla nuova nobilitas di commistione patrizio-plebea. Anche la composizione sociale della classe pontificia, comunque, cambia dopo l'emanazione delle XII tavole e l'affermazione del ceto plebeo: dal 300 a.C., infatti, anche i plebei possono accedere alla classe pontificia e tale composizione rispecchia perfettamente la composizione dell'élite romana.

## Nell'Ebraismo
Nella letteratura rabbinica, i responsa sono conosciuti come She'elot u-Teshuvot (in ebraico שאלות ותשובות‎?, domande e risposte) e comprendono un corpo di decisioni scritte e direttive emesse da poskim ("decisori della legge ebraica").

## Nell'Islam
Uso simile dei responsa (in arabo fatwā, pl. fatāwā) viene fatto dall'Islam. Qui il muftī (stessa radice di  fatwā) è membro di una classe di studiosi islamici (ulamā, sing. ālim) che compone la base religiosa musulmana.